# 黑领带 (我为喜剧狂)
《黑领带》（英語：Black Tie）是美国情景喜剧《我为喜剧狂》第1季的第12集，由唐·斯卡迪诺执导，凯·加农和剧集主创人、执行制片人兼女主演蒂娜·菲编剧，2007年2月1日通过全国广播公司在美国首播。客串出演本集的演员包括凯文·布朗、格里兹·查普曼、威尔·福特、埃普利·李·埃尔南德斯、保罗·雷宾斯和伊莎贝拉·罗西里尼。
在这一集中，全国广播公司副总裁杰克·唐纳吉（Jack Donaghy，亚历克·鲍德温饰）和电视节目《与崔西·乔丹》的首席编剧丽兹·莱蒙（Liz Lemon，蒂娜·菲饰）一起参加一位外国王子的生日聚会，他们遇到了杰克的前妻比安卡。另一边，《与崔西·乔丹》的头牌明星崔西·乔丹（Tracy Jordan，崔西·摩根饰）试图说服制片人皮特·霍恩伯格（Pete Hornberger，斯科特·安第斯饰）背着太太参加一个狂乱聚会，而电视台的杂工跟班肯尼斯·帕塞尔（Kenneth Parcell，杰克·麦克布瑞尔饰）则劝他不要去。
《黑领带》获得了电视评论员较为正面的评价。根据尼尔森收视率调查的数据，这一集在美国首播时有570万户家庭观看，在18-49岁年龄段人群中的收视率为2.9 / 7。

## 剧情
全国广播公司副总裁杰克·唐纳吉需要出席一位朋友，哈布斯堡王朝格哈特王子的生日聚会，他请电视台一个喜剧小品《与崔西·乔丹》的首席编剧丽兹·莱蒙陪同前往。丽兹一开始担心这会是一场约会，问起杰克时，对方断然否认。之后，丽兹在聚会上遇到了自己节目的女演员，也是老朋友的简娜·玛隆妮（Jenna Maroney，简·科拉克斯基饰）。两人交谈时格哈特王子进来了。他由于“数百年的近亲繁殖”而身具残疾和多种疾病，容貌也惨不忍睹。与此同时，杰克非常意外地看到自己的前妻比安卡出现在现场。当她走过来打招呼时，杰克把丽兹拉过来，说这是自己的同居女友。比安卡看起来很喜欢丽兹，告诉杰克可不要让她跑掉了。
格哈特王子发现简娜后派自己的信使托马斯过去邀请她和自己一起用餐。简娜非常希望能成为新一代的格蕾丝·凯利，于是决定忽略王子的缺陷进入角色。之后，比安卡告诉丽兹，她不相信丽兹真能让杰克快乐。丽兹于是告诉杰克，比安卡还念着他，杰克不相信，于是丽兹决定向他证明。她走到比安卡身边，告诉她自己和杰克订婚了。一听这话，比安卡立刻就爆发了，并且开始攻击丽兹。另一边，格哈特王子与简娜讨论了一下两人的关系后，觉得自己现在可以开心地去世了，他们喝了些香槟庆祝，但格哈特是无法消化酒类的。最后，格哈特王子因“无法代谢葡萄”而死，聚会也到此结束。杰克送丽兹回家，然后试图取下为她租来的项链，但丽兹以为杰克是要吻自己。杰克对此哭笑不得，告诉丽兹这是不可能的。
回到电视台里，制片人皮特·霍恩伯格为了鼓励儿子而模仿《芝麻街》中的艾蒙，无意中听到的崔西·乔丹于是把皮特和妻子的关系比作参孙与达丽拉。晚上皮特加班时，崔西与格里兹·格里斯伍德、达特·康·斯莱特里等人一起走进办公室召开了一场聚会。皮特仍然在忙工作，而崔西鼓励他好好享受人生，放松，并找来一个女人维奇，叫她“照顾”好皮特。皮特终于开始放松下来，并接受维奇的“照顾”，但电视台的杂工跟班肯尼斯·帕塞尔马上劝他回头是岸，他已经是一个有妻儿的男人。

## 制作

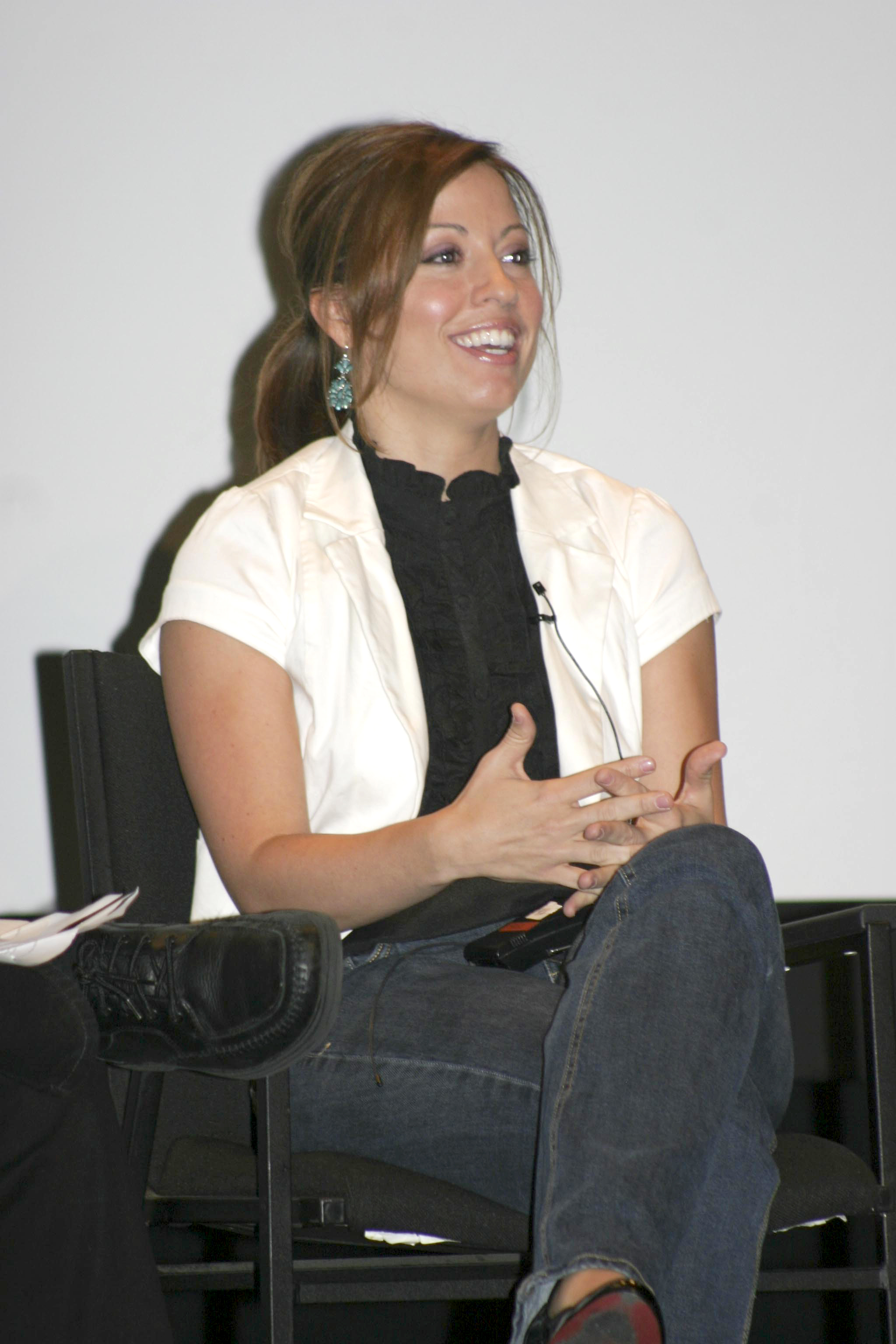
凯·加农（照片）和蒂娜·菲一起编写了《黑领带》的剧本。

《黑领带》由唐·斯卡迪诺执导，凯·加农和剧集主创人、执行制片人和女主演蒂娜·菲编剧。这是加农和菲首度合作编剧，之后她们还将合作为第2季的第6集《有人爱》，第3季的第6集《圣诞特辑》和第4季第17集《李·马文对德瑞克·基特》编剧。《黑领带》于2007年2月1日通过全国广播公司在美国首播，是《我为喜剧狂》第1季的第12集。
这一集中有保罗·雷宾斯和伊莎贝拉·罗西里尼客串出演。菲特意为雷宾斯创作了哈布斯堡王朝格哈特王子这个角色，他的出演没有经过试镜。菲对于雷宾斯的出演表示：“我们都为能请到他来参加演出感到欣喜若狂”。节目的道具师傅凯文·拉塞特（Kevin Lasit）制作了格哈特的轮椅和假腿。菲认为拉塞特“真的超越了自己”，并指出当时雷宾斯是跪在轮椅上。此外，为了角色形象上的需要，雷宾斯当时还戴着假牙和假发。根据DVD评论音轨中菲所说，在雷宾斯的要求下，这集节目还拍摄了一个不同的结局，其中这位王子没有死去。“不过最终我们觉得还是让他死掉来得比较合适”，因为威尔·福特的角色在剧中说，“哈布斯堡王朝血脉已断，你可以到大衣存放处取回自己的礼物”。伊莎贝拉·罗西里尼在《黑领带》中扮演杰克·唐纳吉的前妻比安卡·唐纳吉，她还将在2007年2月8日播出的下一集节目《熬夜》中再次登场。喜剧演员威尔·福特在本集节目中出演格哈特王子的信使，他曾是全国广播公司在美国播出的一部喜剧小品《周六夜现场》中的主要演员，蒂娜·菲曾于1999至2006年担任该节目的首席编剧。
在这一集节目的开头，丽兹和乔什·吉拉德正在交流一些骂娘的笑话。据菲所说，丽兹一角所说的：“你妈和洗衣机有什么区别？区别就是，当我把衣服扔给洗衣机后，它不会一个星期都跟在我屁股后面”，是一个“相当肮脏”的笑话，所以很意外节目可以包含这个笑话直接播出。

## 反响
根据尼尔森收视率调查的数据，《黑领带》在美国首播时一共有570万户家庭观看，在18-49岁年龄段人群中收获了2.9 / 7的收视率，这意味着在美国所有18-49岁人群中有2.9%观看了这集节目，而当时有看电视的该年龄段观众里则有7%选择收看《黑领带》。与上一集《头与头发》在美国首播时500万户家庭观看相比有明显进步。
这一集节目获得了电视评论员较为正面的评价。IGN网站的罗伯特·坎宁（Robert Canning）给出的评级为8（最高为10），称这是“梦幻般的一集”。他对其中所有的故事线索都感到满意，还称赞了保罗·雷宾斯和伊莎贝拉·罗西里尼的表演。美国在线电视小队的朱丽亚·沃德（Julia Ward）表示雷宾斯和罗西里尼是“很振奋的选择”，还认为“崔西是魔鬼，肯尼斯是天使”的情节设定，即崔西鼓励皮特背叛自己的妻子，而肯尼斯则劝他回头是岸的桥段也很让人振奋。电视指南的马特·米托维奇对雷宾斯、罗西里尼和威尔·福特的客串演出非常满意，觉得雷宾斯的角色“在一部非常好笑的节目中塑造了一个很让人难忘的威严形象”。米托维奇也对《黑领带》中丽兹和杰克像“约会”一样参加一个聚会这样情节的处理手法留下了深刻的印象，认为这是非常出色的一集节目，其中包含有丰富的笑料，给人带来难以估量的娱乐享受。《西雅图邮讯报》的梅兰妮·麦克法兰（Melanie McFarland）认为雷宾斯是“扮演这么个怪胎的完美人选”，对于罗西里尼的出场表现，麦克法兰觉得虽然其表演风格并不让人意外，但当情节发展到一片混乱，而她的角色融入其中时，就成就了这部喜剧（《我为喜剧狂》）最荒谬的场景之一。